# 電池組
車仔電（Stick Battery Pack，也有稱為直電池或電池組）通常是指一組由多個电池組成的电池组，常見於電動汽車、筆記型電腦等等。